# Долосцы (озеро, Себежский район)
Долосцы — озеро в Себежском районе на юго-западе Псковской области, в 1 км от границы с Белоруссией. Территориально относится к муниципальному образованию сельское поселение «Себежское» (в части бывшей Долосчанской волости).
Площадь — 1,1 км² (112,6 га, с 2 островами — 116,0 га), максимальная глубина — 7,4 м, средняя глубина — 4,0 м.
Сточное. Относится к бассейнам рек-притоков: ручей Долосчанский (через другое проточное озеро Томсино), реки Нища, Дрисса, Западная Двина.
На северном побережье находится деревня Коклино, южнее озера на берегах ручья Долосчанский и побережье озера Томсино, расположена деревня Долосцы.
Тип озера плотвично-окуневый с лещом и уклеей. Массовые виды рыб: щука, лещ, уклея, густера, плотва, окунь, ерш, красноперка, линь, карась, язь, вьюн; раки (единично).
Для озера характерно низкие берега, частью заболоченные, луга, поля, огороды, болото; в литорали — торф, заиленный песок, песок, в центре — ил; есть сплавины.

## Топографические карты
- Лист карты O-35-142 Идрица. Масштаб: 1 : 100 000. Состояние местности на 1983 год. Издание 1987 г.
- Лист карты O-35-142-C — ФГУП «ГОСГИСЦЕНТР»